# Carl Klose
Carl Otto Klose (* 5. Dezember 1891 in Cochecton; † 15. Januar 1988 in Toms River) war ein US-amerikanischer Ruderer.
Carl Klose begann 1916 beim Pennsylvania Barge Club mit dem Rudersport, wurde aber schon nach recht kurzer Zeit zum Militär eingezogen und diente im Ersten Weltkrieg beim Sanitätsdienst. Erst drei Monate vor Beginn der Olympischen Spiele 1920 in Antwerpen begann er wieder zu rudern. Gemeinsam mit Kenneth Myers, Franz Federschmidt, Erich Federschmidt und Sherman Clark als Steuermann gewann er im Vierer hinter dem Team aus der Schweiz die Bronzemedaille.